# هنري هولت (لاعب كرة قدم أمريكية)
هنري هولت (بالإنجليزية: Henry Holt)‏ هو لاعب كرة قدم أمريكية أمريكي، ولد في 13 يناير 1881، وتوفي في 20 فبراير 1955 في Putnam, Connecticut ‏ في الولايات المتحدة.